# Disney Entertainment Television
Disney Entertainment Television, до купівлі 20th Century Fox  раніше відома була під назвою Disney-ABC International Television, Disney-ABC Television Group або просто Disney-ABC друге втілення Walt Disney Television і Disney General Entertainment Content — група компаній, що займається телепродукцією. Була заснована внаслідок злиття The Walt Disney Company та American Broadcasting Company.